# Kingdom of Desire
Kingdom of Desire è l'ottavo album in studio dei Toto, pubblicato nel 1992 dalla Columbia Records.

## Il disco
Dopo l'abbandono da parte dell'ennesimo cantante, il chitarrista Steve Lukather decide di assumersi la responsabilità di ricoprirne il ruolo per questo album. Il 5 agosto 1992, poco prima dell'uscita di Kingdom of Desire, il batterista della band, Jeff Porcaro, muore per un attacco cardiaco causato da una reazione allergica ai pesticidi usati nel suo giardino. Il primo singolo estratto dall'album è Don't Chain My Heart.
La canzone che chiude il disco, Jake to the Bone, era stata inizialmente scritta da Steve Lukather con una partitura per voce per Roger Waters (Pink Floyd), che stava registrando il suo disco Amused to Death nello studio accanto a quello dei Toto. Dopo Don't Chain My Heart furono estratti altri tre singoli Only You, 2 Hearts e The Other Side. Il sound dell'album è più aggressivo con una batteria più pesante e chitarra elettrica più incisiva, chiaramente orientato verso l'Hard rock. L'album ebbe un discreto successo.

## Tracce
Testi e musiche di Steve Lukather, David Paich, Jeff Porcaro, Mike Porcaro.
1. Gypsy Train – 6:45
2. Don't Chain My Heart – 4:46
3. Never Enough – 5:45 (Lukather, Paich, J. Porcaro, M. Porcaro, Fee Waybill)
4. How Many Times – 5:42
5. 2 Hearts – 5:13
6. Wings of Time – 7:27
7. She Knows The Devil – 5:25
8. The Other Side – 4:41 (Rory Kaplan, Paich, Billy Sherwood)
9. Only You – 4:28
10. Kick Down The Walls – 4:55 (Danny Kortchmar, Stan Lynch)
11. Kingdom of Desire – 7:16 (Kortchmar)
12. Jake to the Bone (strumentale) – 7:05

- Tutti i brani sono cantati da Steve Lukather, eccetto Jake to the Bone

## Formazione
- Steve Lukather - voce, chitarra
- David Paich - tastiera, voce
- Mike Porcaro - basso
- Jeff Porcaro - batteria, percussioni

Altri musicisti
- Steve Porcaro - sintetizzatore
- Don Menza -  sassofono
- Gary Herbig - sassofono
- Chuck Findley - tromba
- Jim Keltner -  percussioni
- Chris Trujillo -  percussioni
- Joe Porcaro - percussioni
- Lenny Castro - percussioni